# Золотарёва, Юлия Фёдоровна
Юлия Фёдоровна Золотарёва (26 декабря 1929, село Первая Усмань, Центрально-Чернозёмная область — 22 февраля 2010, Воронеж) — советская певица (сопрано), народная артистка РСФСР.

## Биография
Юлия Фёдоровна Золотарёва родилась 26 декабря 1929 года в селе Первая Усмань Новоусманского района Центрально-Чернозёмной области (ныне Воронежская область).
В 1945—1964 годах была одна из ведущих солисток Воронежского государственного академического русского народного хора. Работала под руководством К. И. Массалитинова. В составе хора гастролировала в 1950 году в Румынии, Австрии и Венгрии. В 1964—1975 годах работала в Воронежской областной филармонии.
Исполняла народные и авторские лирические песни (песню Ю. В.  Воронцова  «На Воронежских просторах»,  песню К. И. Масалитинова «Песня дорогу найдет», «Усманские  страдания», «Под гармошку спою, спою», «Колечко моё», др.). Автор статей по истории Воронежского государственного академического русского народного хора имени К. И. Массалитинова.
Скончалась 22 февраля 2010 года. Похоронена на Коминтерновском кладбище в Воронеже.

## Награды и премии
- Заслуженная артистка РСФСР.
- Народная артистка РСФСР (1958).
- Лауреат Всесоюзного конкурса исполнителей народной песни (Москва, 1957).
- Лауреат VII Всемирного фестиваля молодёжи и студентов (Москва, 1957).

## Память
- С 1999 года в Воронеже проводится ежегодный областной конкурс исполнителей народной песни имени Ю. Ф. Золотарёвой.